# العلاقات البرتغالية اليابانية
العلاقات البرتغالية اليابانية هي العلاقات الثنائية التي تجمع بين البرتغال واليابان.

## مقارنة بين البلدين
هذه مقارنة عامة ومرجعية للدولتين:
| وجه المقارنة                                              | البرتغال                                                  | اليابان         |
| --------------------------------------------------------- | --------------------------------------------------------- | --------------- |
| المساحة (كم2)                                             | 92.21 ألف                                                 | 377.97 ألف      |
| عدد السكان (نسمة)                                         | 10.60 مليون                                               | 126.79 مليون    |
| الكثافة السكانية (ن./كم²)                                 | 114.95                                                    | 335.45          |
| العاصمة                                                   | لشبونة                                                    | طوكيو           |
| اللغة الرسمية                                             | اللغة البرتغالية، اللغة الميراندية                        | اللغة اليابانية |
| العملة                                                    | يورو، اسكودو برتغالي                                      | ين ياباني       |
| الناتج المحلي الإجمالي (بليون دولار)                      | 217.57 مليار                                              | 4.87 تريليون    |
| الناتج المحلي الإجمالي (تعادل القوة الشرائية) بليون دولار | 307.82 مليار                                              | 5.18 تريليون    |
| الناتج المحلي الإجمالي الاسمي للفرد دولار أمريكي          | 19.22 ألف                                                 | 34.52 ألف       |
| الناتج المحلي الإجمالي للفرد دولار أمريكي                 | 28.76 ألف                                                 | 36.62 ألف       |
| مؤشر التنمية البشرية                                      | 0.830                                                     | 0.903           |
| رمز المكالمات الدولي                                      | +351                                                      | +81             |
| رمز الإنترنت                                              | .pt                                                       | .jp             |
| المنطقة الزمنية                                           | توقيت غرب أوروبا، توقيت غرب أوروبا الصيفي، أوروبا/لشبونة ‏ | توقيت اليابان   |

## مدن متوأمة
في ما يلي قائمة باتفاقيات التوأمة بين مدن برتغالية ويابانية:
- ترتبط أفيرو مع أويتا باتفاقية توأمة.
- ترتبط فيلا دو بيسبو [الإنجليزية]‏ مع نيشينوموتي باتفاقية توأمة.
- ترتبط بورتو مع ناغاساكي باتفاقية توأمة منذ 1984.
- ترتبط كاشكايش مع أتامي باتفاقية توأمة.
- ترتبط نازاري مع زوشي باتفاقية توأمة.
- ترتبط ليريا مع توكوشيما باتفاقية توأمة.

## منظمات دولية مشتركة
يشترك البلدان في عضوية مجموعة من المنظمات الدولية، منها:
| علم المنظمة | اسم المنظمة                               | تاريخ انضمام البرتغال | تاريخ انضمام اليابان |
| ----------- | ----------------------------------------- | --------------------- | -------------------- |
|             | منظمة التعاون الاقتصادي والتنمية          | 4 أغسطس 1961          | ?                    |
|             | منظمة التجارة العالمية                    | ?                     | ?                    |
|             | الاتحاد البريدي العالمي                   | ?                     | ?                    |
|             | الوكالة الدولية للطاقة                    | ?                     | ?                    |
|             | مجموعة الموردين النوويين                  | ?                     | ?                    |
|             | يونسكو                                    | 11 مارس 1965          | 2 يوليو 1951         |
|             | الفريق المعني برصد الأرض                  | ?                     | ?                    |
|             | مؤسسة التمويل الدولية                     | 8 يوليو 1966          | 20 يوليو 1956        |
|             | المركز الدولي لتسوية المنازعات الاستشارية | 1 أغسطس 1984          | 16 سبتمبر 1967       |
|             | بنك التنمية الآسيوي                       | 2002                  | 1966                 |
|             | منظمة حظر الأسلحة الكيميائية              | ?                     | ?                    |
|             | مؤسسة التنمية الدولية                     | 29 ديسمبر 1992        | 27 ديسمبر 1960       |
|             | مجموعة أستراليا                           | 1985                  | 1985                 |
|             | نظام تحكم تكنولوجيا القذائف               | 1992                  | 1987                 |
|             | وكالة ضمان الاستثمار متعدد الأطراف        | 6 يونيو 1988          | 12 أبريل 1988        |
|             | الاتحاد الدولي للاتصالات                  | 1866                  | 29 يناير 1879        |
|             | منظمة الشرطة الجنائية الدولية             | ?                     | ?                    |
|             | الأمم المتحدة                             | 14 ديسمبر 1955        | 18 ديسمبر 1956       |
|             | البنك الدولي للإنشاء والتعمير             | 29 مارس 1961          | 13 أغسطس 1952        |
|             | المنظمة الهيدروغرافية الدولية             | ?                     | ?                    |
|             | البنك الإفريقي للتنمية                    | ?                     | ?                    |

## وصلات خارجية
- موقع وزارة الخارجية البرتغالية
- موقع وزارة الخارجية اليابانية